# Устянцево (Новосибірська область)
Устянцево (рос. Устьянцево) — присілок у Барабінському районі Новосибірської області Російської Федерації.
Входить до складу муніципального утворення Устянцевська сільрада. Населення становить 697 осіб (2010).

## Історія
Згідно із законом від 2 червня 2004 року органом місцевого самоврядування є Устянцевська сільрада.

## Населення
| 1926 | 2002 | 2007 | 2010 |
| ---- | ---- | ---- | ---- |
| 862  | ↘745 | ↗798 | ↘697 |